# Eneo Bitri
Eneo Bitri (Berat, 26 agosto 1996) è un calciatore albanese, difensore svincolato.

## Carriera

### Club
Nativo di Berat, esordisce tra i professionisti nel 2013 con la squadra della sua città, rimanendovi fino al 2018, quando approda al Partizani Tirana, con cui vince una Supercoppa d'Albania nel 2019, oltre ad esordire ufficialmente nelle competizioni europee.
Il 1º luglio 2021, dopo la scadenza del contratto col Partizani Tirana, firma per la squadra kazaka dell'Astana.
Il 22 gennaio 2023 si trasferisce a titolo definitivo per 150.000 euro alla squadra ceca del Baník Ostrava.
Il 24 agosto 2023 si trasferisce per 500.000 euro ai norvegesi del Vålerenga, a titolo definitivo.
Il 31 gennaio 2024 è passato ai polacchi del KS Cracovia, in prestito con diritto di riscatto.

### Nazionale
Il 26 ottobre 2022 ha debuttato con la nazionale albanese nella partita amichevole terminata 1-1 contro l'Arabia Saudita.

## Statistiche

### Presenze e reti nei club
Statistiche aggiornate al 23 novembre 2024.
| Stagione                | Squadra                 | Campionato              | Campionato | Campionato | Coppe nazionali | Coppe nazionali | Coppe nazionali | Coppe continentali | Coppe continentali | Coppe continentali | Altre coppe | Altre coppe | Altre coppe | Totale | Totale |
| Stagione                | Squadra                 | Comp                    | Pres       | Reti       | Comp            | Pres            | Reti            | Comp               | Pres               | Reti               | Comp        | Pres        | Reti        | Pres   | Reti   |
| ----------------------- | ----------------------- | ----------------------- | ---------- | ---------- | --------------- | --------------- | --------------- | ------------------ | ------------------ | ------------------ | ----------- | ----------- | ----------- | ------ | ------ |
| feb.-giu. 2013          | Tomori                  | KS                      | 2          | 0          | CA              | 0               | 0               | -                  | -                  | -                  | -           | -           | -           | 2      | 0      |
| 2013-2014               | Tomori                  | KP                      | 25         | 0          | CA              | 1               | 0               | -                  | -                  | -                  | -           | -           | -           | 26     | 0      |
| 2014-2015               | Tomori                  | KP                      | 22+1       | 1+0        | CA              | 1               | 0               | -                  | -                  | -                  | -           | -           | -           | 24     | 1      |
| 2015-2016               | Tomori                  | KD                      | 0          | 0          | CA              | 2               | 0               | -                  | -                  | -                  | -           | -           | -           | 2      | 0      |
| 2016-2017               | Tomori                  | KP                      | 19         | 0          | CA              | 2               | 0               | -                  | -                  | -                  | -           | -           | -           | 21     | 0      |
| 2017-2018               | Tomori                  | KP                      | 22         | 6          | CA              | 0               | 0               | -                  | -                  | -                  | -           | -           | -           | 22     | 6      |
| Totale Tomori           | Totale Tomori           | Totale Tomori           | 90+1       | 7+0        |                 | 6               | 0               |                    | -                  | -                  |             | -           | -           | 97     | 7      |
| 2018-gen. 2019          | Partizani Tirana        | KS                      | 4          | 0          | CA              | 2               | 0               | UEL                | 0                  | 0                  | -           | -           | -           | 6      | 0      |
| gen.-giu. 2019          | Kamza                   | KS                      | 4          | 0          | CA              | 1               | 1               | -                  | -                  | -                  | -           | -           | -           | 5      | 1      |
| 2019-2020               | Partizani Tirana        | KS                      | 27         | 3          | CA              | 3               | 0               | UCL+UEL            | 2+2                | 0                  | SA          | 1           | 0           | 35     | 3      |
| 2020-2021               | Partizani Tirana        | KS                      | 35         | 2          | CA              | 3               | 0               | -                  | -                  | -                  | -           | -           | -           | 38     | 2      |
| 2021                    | Astana                  | PL                      | 7          | 0          | CK              | 6               | 0               | UECL               | 4                  | 2                  | SK          | 0           | 0           | 17     | 2      |
| gen.-giu. 2022          | Partizani Tirana        | KS                      | 17         | 2          | CA              | 4               | 0               | UECL               | -                  | -                  | -           | -           | -           | 21     | 2      |
| 2022-gen. 2023          | Partizani Tirana        | KS                      | 17         | 2          | CA              | 2               | 0               | UECL               | 2                  | 0                  | -           | -           | -           | 21     | 2      |
| Totale Partizani Tirana | Totale Partizani Tirana | Totale Partizani Tirana | 100        | 9          |                 | 14              | 0               |                    | 6                  | 0                  |             | 1           | 0           | 121    | 9      |
| gen.-giu. 2023          | Baník Ostrava           | 1L                      | 13         | 2          | CR              | 0               | 0               | -                  | -                  | -                  | -           | -           | -           | 13     | 2      |
| lug.-ago. 2023          | Baník Ostrava           | 1L                      | 4          | 0          | CR              | 0               | 0               | -                  | -                  | -                  | -           | -           | -           | 4      | 0      |
| Totale Baník Ostrava    | Totale Baník Ostrava    | Totale Baník Ostrava    | 17         | 2          |                 | 0               | 0               |                    | -                  | -                  |             | -           | -           | 17     | 2      |
| ago.-dic. 2023          | Vålerenga               | ES                      | 11+1       | 1+0        | CN              | 1               | 0               | -                  | -                  | -                  | -           | -           | -           | 13     | 1      |
| gen.-giu. 2024          | KS Cracovia             | EK                      | 10         | 1          | CP              | -               | -               | -                  | -                  | -                  | -           | -           | -           | 10     | 1      |
| 2024-2025               | Győri ETO               | NB1                     | 12         | 4          | CU              | 1               | 0               | -                  | -                  | -                  | -           | -           | -           | 13     | 4      |
| Totale carriera         | Totale carriera         | Totale carriera         | 251+2      | 24+0       |                 | 29              | 1               |                    | 10                 | 2                  |             | 1           | 0           | 293    | 27     |

### Cronologia presenze e reti in nazionale
| Cronologia completa delle presenze e delle reti in nazionale ― Albania | Cronologia completa delle presenze e delle reti in nazionale ― Albania | Cronologia completa delle presenze e delle reti in nazionale ― Albania | Cronologia completa delle presenze e delle reti in nazionale ― Albania | Cronologia completa delle presenze e delle reti in nazionale ― Albania | Cronologia completa delle presenze e delle reti in nazionale ― Albania | Cronologia completa delle presenze e delle reti in nazionale ― Albania | Cronologia completa delle presenze e delle reti in nazionale ― Albania |
| Data                                                                   | Città                                                                  | In casa                                                                | Risultato                                                              | Ospiti                                                                 | Competizione                                                           | Reti                                                                   | Note                                                                   |
| ---------------------------------------------------------------------- | ---------------------------------------------------------------------- | ---------------------------------------------------------------------- | ---------------------------------------------------------------------- | ---------------------------------------------------------------------- | ---------------------------------------------------------------------- | ---------------------------------------------------------------------- | ---------------------------------------------------------------------- |
| 26-10-2022                                                             | Abu Dhabi                                                              | Arabia Saudita                                                         | 1 – 1                                                                  | Albania                                                                | Amichevole                                                             | -                                                                      | 61’                                                                    |
| 9-11-2022                                                              | Marbella                                                               | Qatar                                                                  | 1 – 0                                                                  | Albania                                                                | Amichevole                                                             | -                                                                      | 46’ 89’                                                                |
| 19-11-2022                                                             | Tirana                                                                 | Albania                                                                | 2 – 0                                                                  | Armenia                                                                | Amichevole                                                             | -                                                                      | 67’                                                                    |
| Totale                                                                 |                                                                        | Presenze                                                               | 3                                                                      |                                                                        | Reti                                                                   | 0                                                                      |                                                                        |

## Palmarès

### Club

#### Competizioni nazionali
- Supercoppa d'Albania: 1

Partizani Tirana: 2019